# Owśniczka
Owśniczka (kaszub. Òwsniczka) – nieoficjalny przysiółek wsi Gostomie w Polsce położony w województwie pomorskim, w powiecie kościerskim, w gminie Kościerzyna.
W latach 1975–1998 miejscowość administracyjnie należała do województwa gdańskiego.